# Edgar Lungu
Edgar Chagwa Lungu, född 11 november 1956 i Ndola, död 5 juni 2025 i Pretoria, Sydafrika, var en zambisk politiker. Han var från 25 januari 2015 till 23 augusti 2021 Zambias president. Han tillhörde partiet Patriotic Front, och var tidigare justitie- och försvarsminister i president Michael Satas ministär. Efter Satas död i oktober 2014 blev Lungu partiets huvudkandidat, och besegrade i presidentvalet i januari 2015 oppositionens kandidat Hakainde Hichilema (som han i desperation sedan lät fängsla 2017). Lungu anses av många analytiker och bedömare som Zambias sämste president någonsin.
Han förlorade presidentvalet 2021 mot den långvariga motståndaren Hakainde Hichilema.